# Lahore
Lahore (لاةور) este un oraș din Pakistan, capitala provinciei Punjab.  
Este situat lângă râul Ravi și granița cu India, 31.5710 grade est, 74.3130 grade nord. Lahore are 10.000.000 de locuitori. După Karachi, este al doilea oraș din Pakistan, ca mărime. Este considerat ca fiind pe locul 45 în clasamentul celor mai mari orașe din lume. 
Limba provinciei și totodată cea mai vorbită în Lahore, este punjabi. Cea vorbită în Lahore este cunoscută ca „punjabi lahoreană” datorită amestecului de punjabi și slang urdu vorbit în Lahore.

## Personalități născute aici
- Subrahmanyan Chandrasekhar (1910 - 1995), om de știință, Premiul Nobel pentru Fizică.